# Hang 'Em High
Hang 'Em High er en amerikansk westernfilm fra 1968. Den er skrevet af Leonard Freeman og instrueret af Ted Post. Bland de medvirkende er Clint Eastwood som Jed Cooper, en uskyldig mand, der overlever en lynchning; Inger Stevens som enken der hjælper ham, Ed Begley som lederen for banden der lynchede Cooper og Pat Hingle som dommeren som hyrer ham som U.S. Marshal.
Hang 'Em High var den første produktion fra Malpaso Company, der er Eastwoods produktionsselskab.
Hingle portrætterer en fiktiv dommer, der er bygget over dommeren Isaac Parker, som blev kaldt "Hanging Judge" på grund af det store antal personer, som han dømte til at blive henrettet i den periode, hvor han var distriktsdommer i Western District, Arkansas.
Filmen afbildede også farerne ved at tjene som U.S. Marshal i denne periode, da mange marshaller blev dræbt i Parkers tjeneste. Det fiktive Fort Grant, hvorfra diktriksdommeren arbejder, er bygget over det virkelige Fort Smith, hvor Parkers domstol lå.

## Handling
Handlingen foregår i Oklahoma i 1889. Jed Cooper (Clint Eastwood) driver en lille flok kvæg på tværs af en lille bæk, da en flok mænd, ledet af Kaptajn Wilson (Ed Begley), omringer ham og beskylder ham for at have stjålet kvæget. Jed forsøger at bevise sin uskyld ved at fremlægge et dokument, der viser, at han har købt kvæget. Den mand, som han købte kvæget af viser sig dog at være en kvægtyv, der har myrdet de virkelige ejere af kvæget. Jed siger, at han ikke vidste noget om mordet, men ingen tror ham, og de ni mænd hænger ham i et træ og rider videre. Jed bliver reddet i sidste sekund af den sheriffen Dave Bliss (Ben Johnson), der skærer Jed ned og tager ham med til Fort Grant, hvor distriktsdommeren Adam Fenton (Pat Hingle) fastslår, at Jed uskyldig og får den skyldige hængt. Da der er en stor mangel på lovhåndhævere, får Jed et tilbud om at blive Marshal, hvilket han accepterer. Han bliver samtidig advaret af Fenton om ikke at dræbe de ni mænd, der lynchede ham.
Jed må under jagten på de ni løse flere andre opgaver, blandt andet ved at bringe mordere og kvægtyve for retten. Han bliver samtidig i tvivl om, hvorvidt dommer Fentons mange dødsdomme er retfærdige. Imidlertid bliver han såret i en duel med Wilson og to af dennes håndlangere, men plejes af Rachel (Inger Stevens). Det endelige opgør med Wilson ender med, at denne hænger sig selv i rædsel over den hævn, han forventer fra Cooper. Cooper ønsker herefter at nedlægge sit hverv, men dommeren får ham på andre tanker.

## Medvirkende
- Clint Eastwood som Deputy U.S. Marshall Jed Cooper
- Inger Stevens som Rachel Warren, ejer af landhandlen på Fort Grant
- Ed Begley som Captain Wilson, leder af gruppen, der hang Cooper
- Pat Hingle som dommer Adam Fenton
- Ben Johnson som Deputy Marshall Dave Bliss
- Charles McGraw som herif Ray Calhoun, Red Creeks sheriff
- Ruth White som 'Peaches' Sophie, bordelmutter på Fort Grant
- Bruce Dern som Miller, en fra lynching-gruppen, som senere styrer en kvægbestand
- Alan Hale, Jr. som Matt Stone, smed og medlem af gruppen der hang Cooper
- Jonathan Goldsmith som Tommy, medlem af gruppen der hang Cooper
- Arlene Golonka som Jennifer, en rødhåret prostitueret, der er forlovet med Jed Cooper
- James Westerfield som fange, en af de seks mænd der bliver hængt med det samme
- Dennis Hopper som profet, en sindsforvirret fange, der bliver skud af Bliss da han forsøge at flygte
- L.Q. Jones som Loomis, medlem af gruppen der hang Cooper
- Michael O'Sullivan som Francis Elroy Duffy, fange, en af de seks mænd der bliver hængt med det samme
- Joseph Sirola som Reno, medlem af gruppen der hang Cooper
- James MacArthur som præst
- Mark Lenard som anklagemyndighed
- Bert Freed as Hangman Schmidt
- Bob Steele som Jenkins, medlem af gruppen der hang Cooper
- Tod Andrews som forsvarsadvokat
- Michael Lembeck som Marvin, medarbejder i landhandlen

## Modtagelse
Filmen blev en stor succes ved premieren i juli 1968, og den indspillede for $5.241 i Baltimore alene, hvilket var den største indtjening for en åbningsdag for en film indtil dette tidspunkt, og den indspillede for mere end alle de hidtidige James Bond-film. Den debuterede som nummer fem på Varietys ugentlige brugerundersøgelse af de bedste film, og den havde indspillet hele sit budget på bare to uger. Den nåede at indspille for $6.8 millioner i USA. Den blev ligeledes vel modtaget af de professionelle filmanmeldere, inklusive Arthur Winsten fra New York Post, som beskrev Klyng dem op som en "Western af kvalitet, mod, farer og spænding, hvor der også stilles moralske spørgsmål." Variety gav filmen negative anmeldelser og kaldte den for "en dårlige amerikansk imitation af dårlige italienske imitationer af amerikanske westerns."